# Neolepisorus basicordatus
Neolepisorus basicordatus là một loài thực vật có mạch trong họ Polypodiaceae. Loài này được P.S. Wang miêu tả khoa học đầu tiên năm 1987.